# Santuario de Vicoforte
El santuario de Vicoforte, también conocido como santuario basílica de la Natividad de María Santísima o santuario-basílica Regina Montis Regalis, es un santuario monumental católico de Italia, erigido en la localidad de Vicoforte, en la provincia de Cuneo (Piamonte). Comprende una iglesia monumental, una de las más importantes de Piamonte, de estilo manierista y barroco, que está rematada por una cúpula de planta elíptica que es la mayor de esta forma del mundo. Tiene la dignidad de una basílica menor.

## Historia

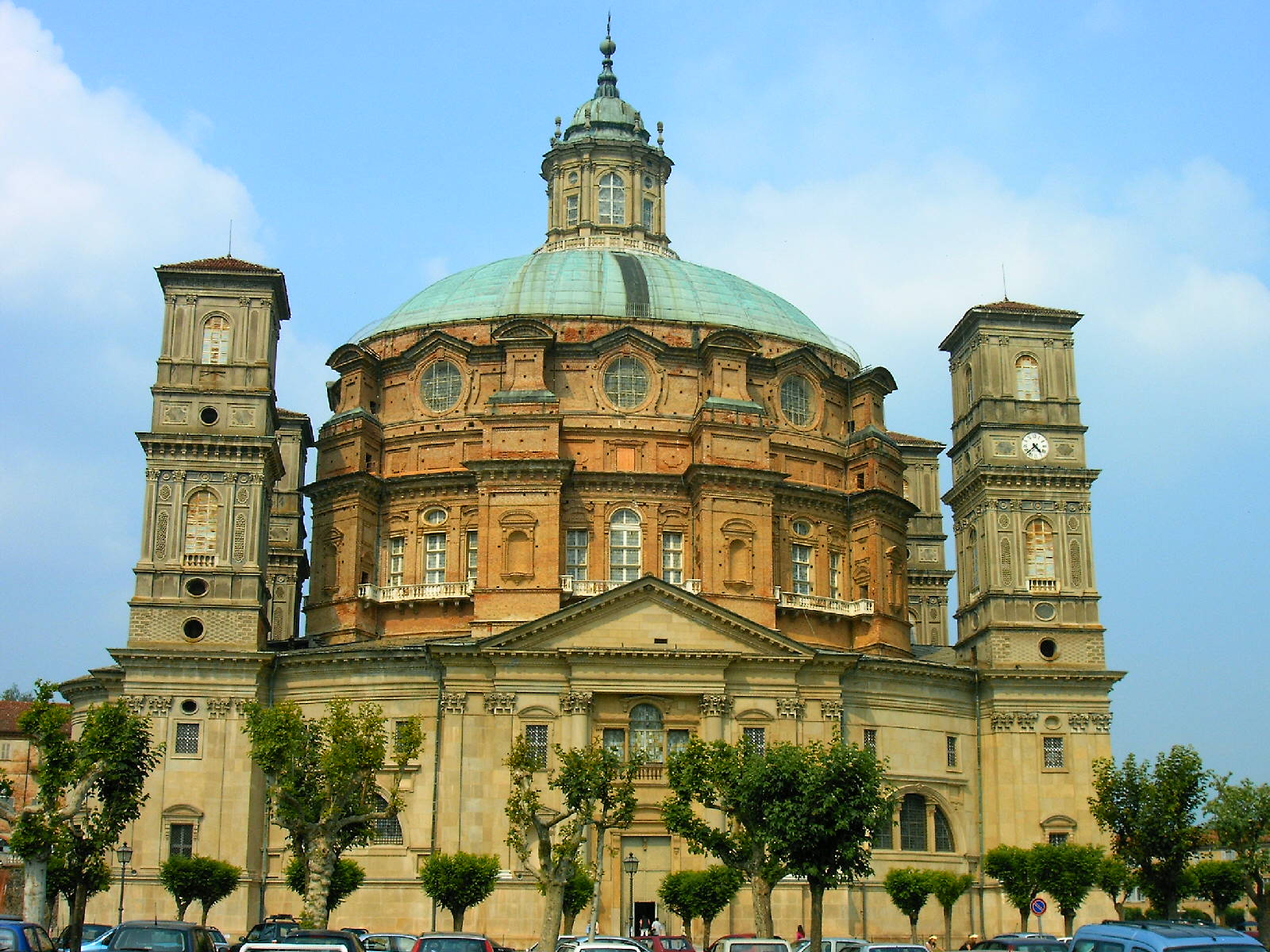
Vista del lado izquierdo

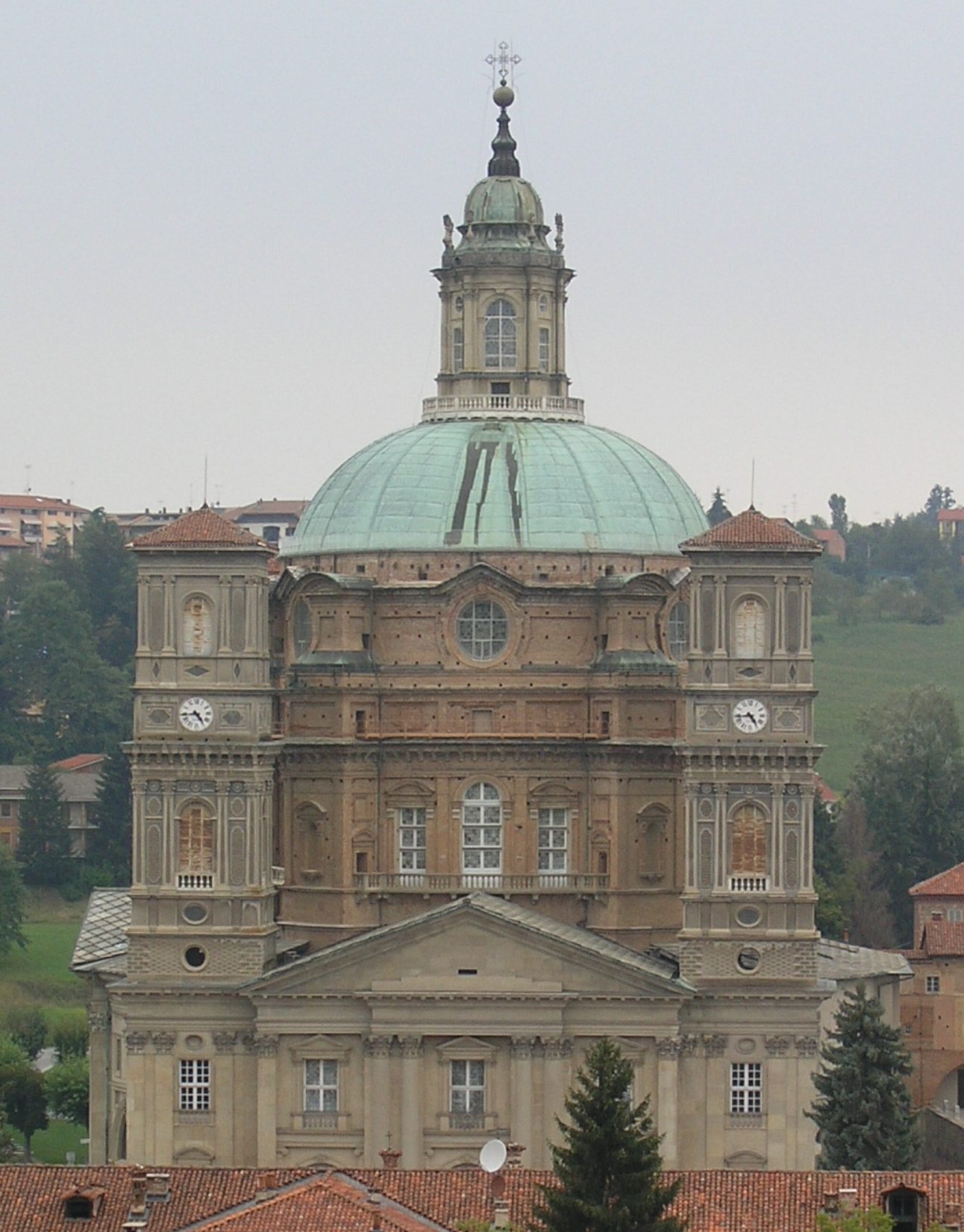
La cúpula y los cuatro campaniles de Camillo Riccio

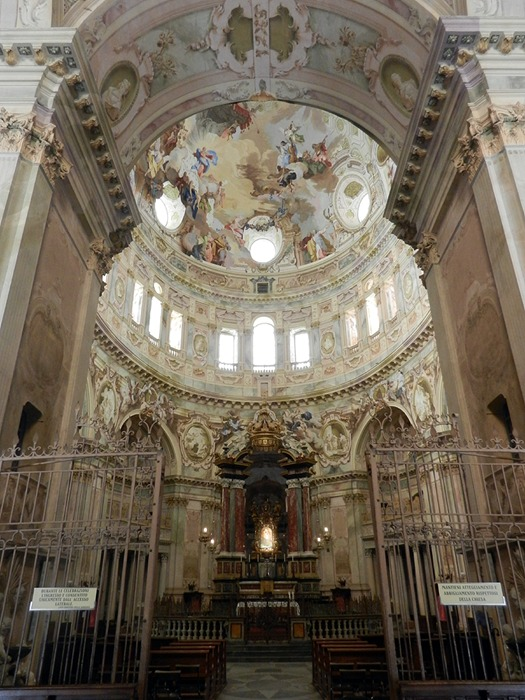
Vista del interior

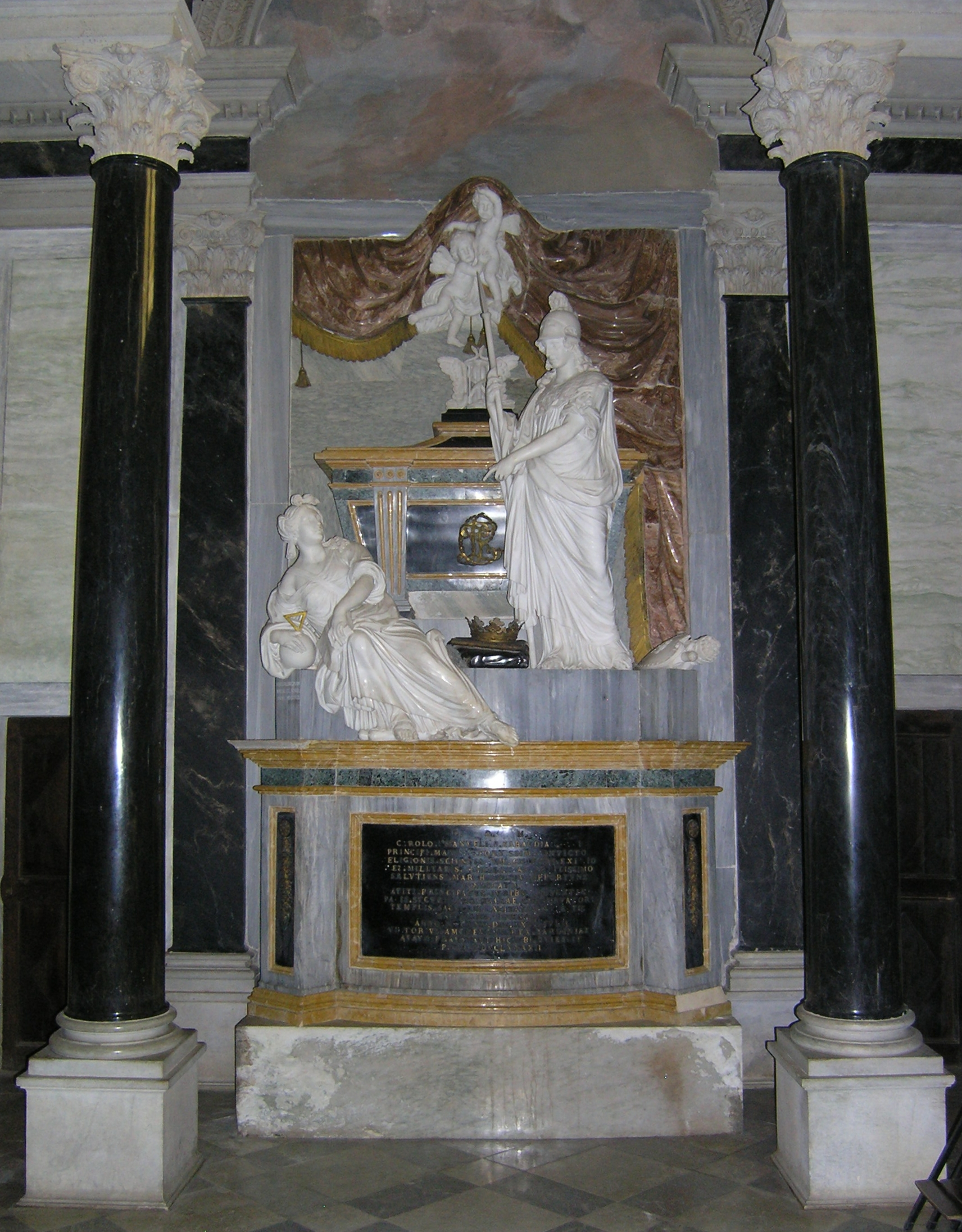
Tumba de Carlos Manuel I

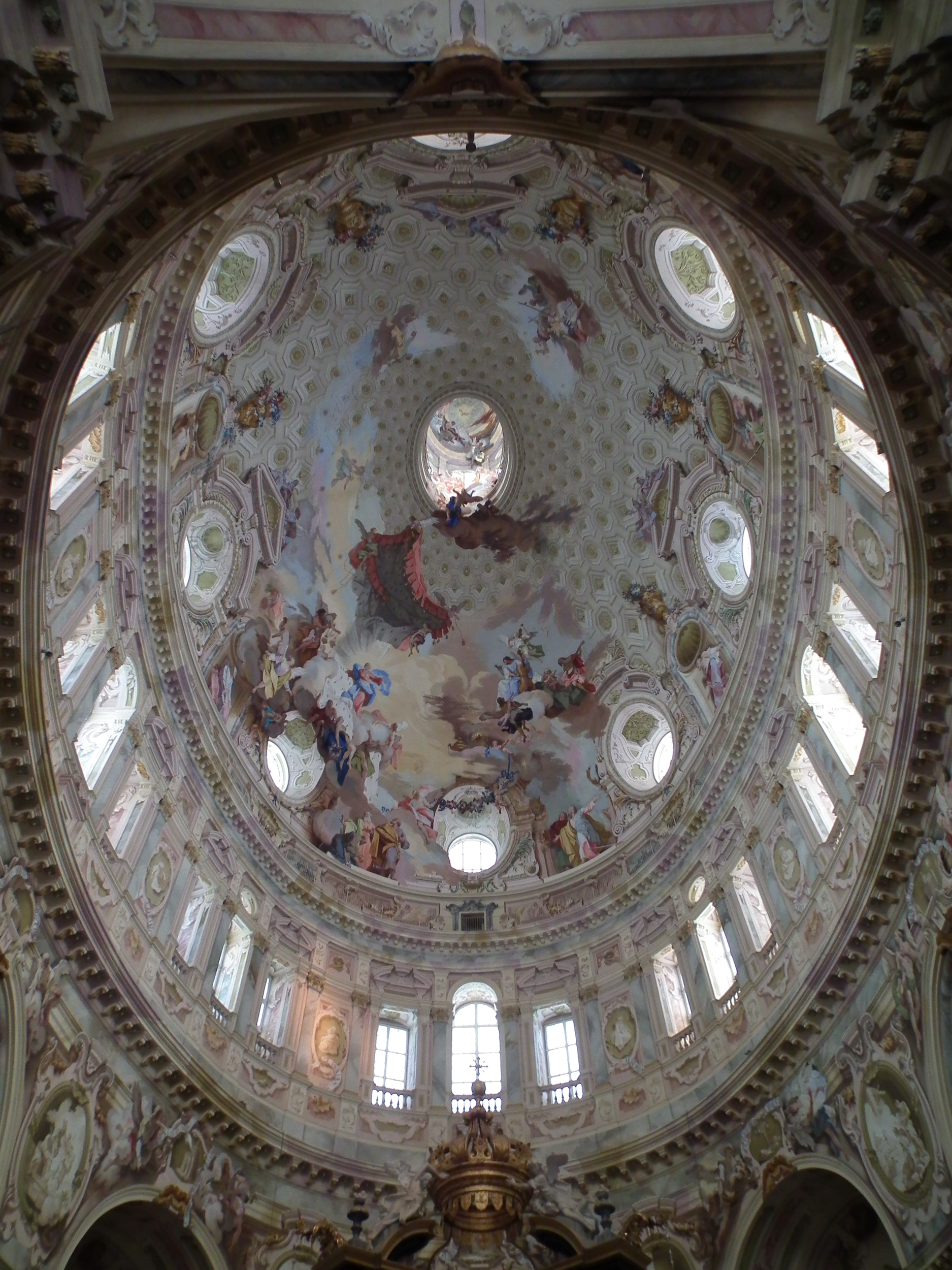
El interior de la cúpula elíptica

El complejo tiene su origen en un santuario medieval,  que consistía en un modesto sagrario con un fresco del siglo XV representando a la Virgen con el Niño, erigido por un miembro de una cerámica para propiciar la buena cocción de los ladrillos. En 1592, durante una expedición de caza, un cazador llamado Giulio Sargiano golpeó accidentalmente la imagen de la Virgen que, según la tradición, comenzó a sangrar. La realidad quiere, en cambio, ver al cazador arrepentido que colgó su arcabuz en el sagrario y comenzó una recaudación de fondos para reparar el daño y expiar su pecado. El arcabuz se conserva en la capilla del santuario, en las nuevas salas destinadas al museo.
En pocos años, el lugar se convirtió en un destino de peregrinaciones cada vez más frecuentes y también atrajo la atención del duque Carlos Manuel I de Saboya, quien, en 1596, encargó la construcción de un gran santuario al arquitecto de la corte Ascanio Vittozzi. Era intención del duque que el santuario, además de acoger a los numerosos peregrinos, fuese el mausoleo familiar de la Casa de Saboya. Sin embargo, la muerte del duque (que fue enterrado posteriormente en el lugar) y del arquitecto, se paralizaron las obras y esa función fue asumida por la basílica de Superga en la colina de Turín.
Vittozzi murió en 1615, cuando la gran construcción había sido erigida hasta la cornisa, donde debía insertarse el tambor de la cúpula. El duque también murió (quería ser enterrado en el santuario), quince años después del arquitecto, la construcción se detuvo por completo, dejando el santuario descubierto por mucho tiempo. El interés de los fieles se renovó en 1682, cuando la Virgen del sagrario fue coronada solemnemente, como agradecimiento por el final de la guerra de la sal. Desde entonces se retomó la construcción, sin contar más con el apoyo de los Saboya (que en ese momento estaban prestando toda su atención a la construcción de la basílica de Superga), gracias al compromiso del arquitecto e ingeniero monregalese Francesco Gallo quien, alentado por Filippo Juvarra, se aventuró en la gran empresa a partir de 1728. Sobre la poderosa base de piedra arenisca de estilo manierista, construyó rápidamente el tambor, con evidentes líneas barrocas, y después la cúpula, que se terminó en 1732. La cúpula elíptica erigida por Gallo, de 74 m de altura, tiene 37,15 m de largo en el eje mayor y 24,80 m en el eje menor, y fue descimbrada no sin temor, dada la audacia de la construcción, por lo que se dice que tuvo que ir él mismo para remover el andamiaje, ya que nadie pensaba que semejante estructura pudiera mantenerse en pie.
Fue controvertida la construcción de los campanarios, cuatro según el proyecto de Vittozzi. El primero se construyó rápidamente, a petición de la señora real Cristina de Francia, en una visita a Vico (1642), y conectó el Santuario con el monasterio cisterciense cercano. Diez años más tarde, se levantaron los dos campanarios frontales y, por simetría, también el cuarto, frente al primer campanario, que se mantuvo hasta 1830, como único campanario en funcionamiento. La vieja cuestión de la disposición de los campanarios fue remediada en 1880, cuando el Santuario se convirtió en un monumento nacional, cuando se anunció un concurso, en el que Alessandro Antonelli también participó con un proyecto. Finalmente, en 1884, se iniciaron los trabajos de la reforma, con la construcción de potentes y elaboradas agujas barrocas, revisando el estilo del que estaba colocado en la linterna que sobresale de la cúpula. Sin embargo, por razones de estabilidad, las agujas fueron demolidas en 1906 y los campanarios obtuvieron la conformación actual.
Las decoraciones al fresco de los más de 6000 m² de superficie fueron completadas entre 1746 y 1748 por Mattia Bortoloni y Felice Biella;  el tema es el de la Salvación. En 1709, el escultor Giuseppe I Gaggini  asumió la tarea de crear el monumento con la estatua de Margarita de Saboya, hija del duque, terminada en 1714. El santuario tomó su forma actual en 1884, cuando se construyeron los campanarios y las tres fachadas, obra del ingeniero y arquitecto Camillo Riccio (a quien también se debe el pedestal de la imponente estatua que representa a Carlos Manuel I con una capa y una espada).

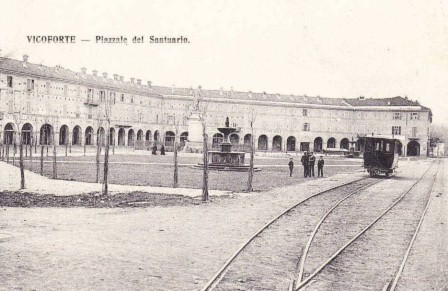
La estación de tranvía santuario.

En 1881 se inauguró el tranvía Mondovì-San Michele, cuya parada central estaba ubicada frente al santuario, facilitando los movimientos de los peregrinos. Después de numerosos cambios de propiedad y electrificación, que tuvieron lugar en 1923, la línea fue suprimida en 1953.
El 15 de diciembre de 2017, después de años de planificación, los restos de la reina Elena de Italia se trasladaron desde Montpellier, Francia, hasta la capilla de San Bernardo en el santuario. Dos días después, los restos del rey Víctor Manuel III de Saboya, tras más de 70 años de su muerte, se trasladaron desde Alejandría, Egipto, donde murió en el exilio, y fueron enterrados junto a los de su esposa.

Vistas del interior
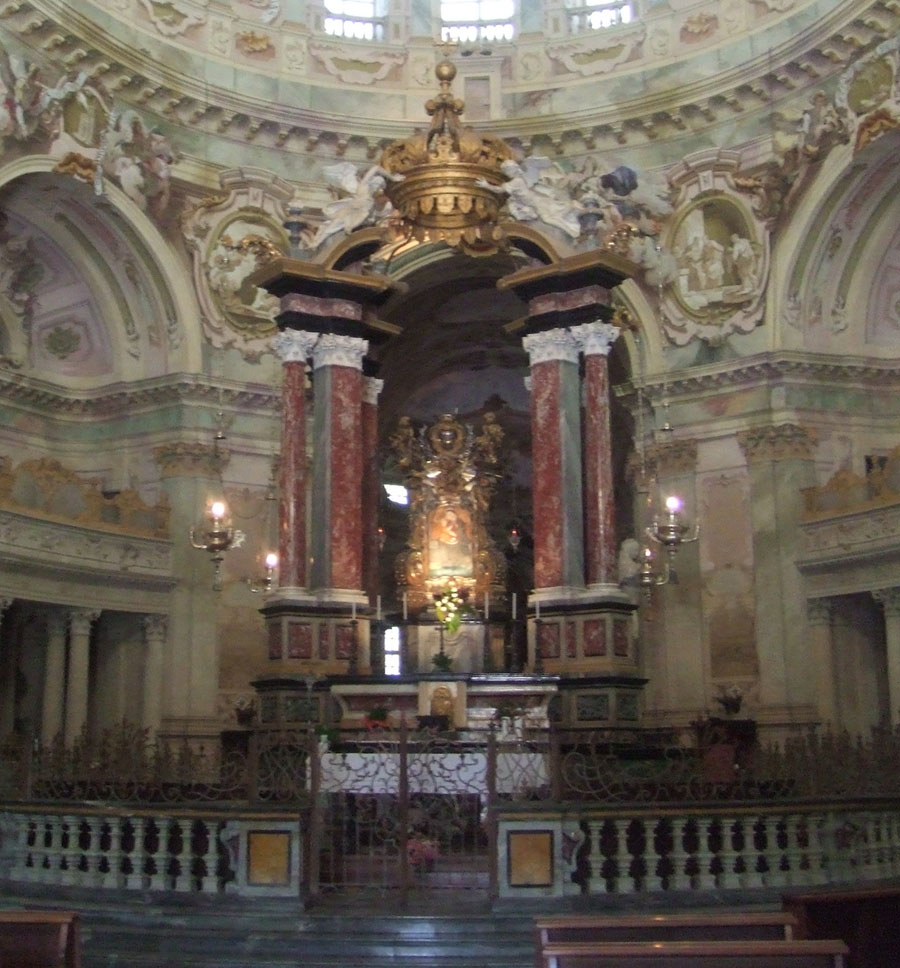
El altar central, vista frontal con el icono del sagrario original
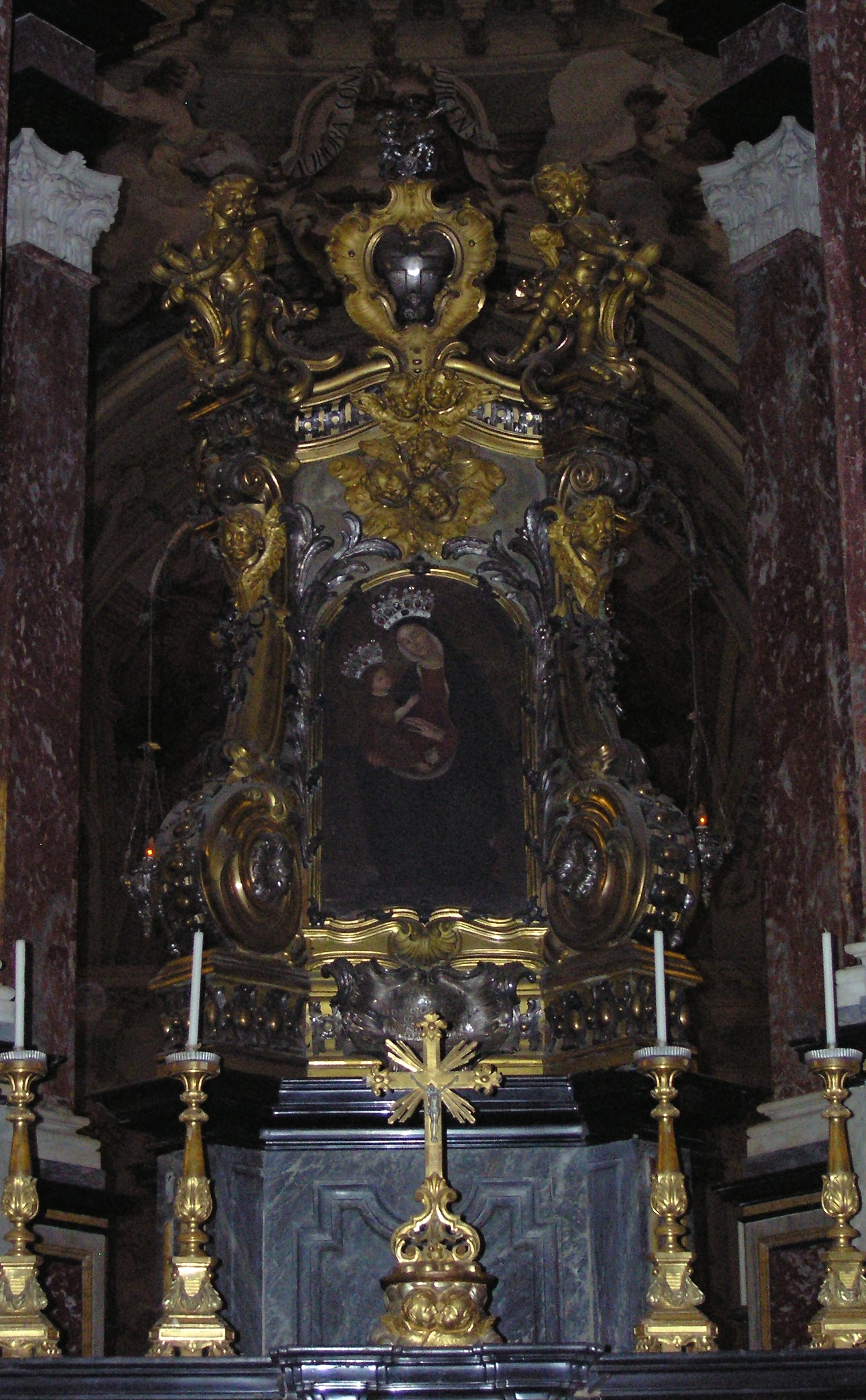
El altar central
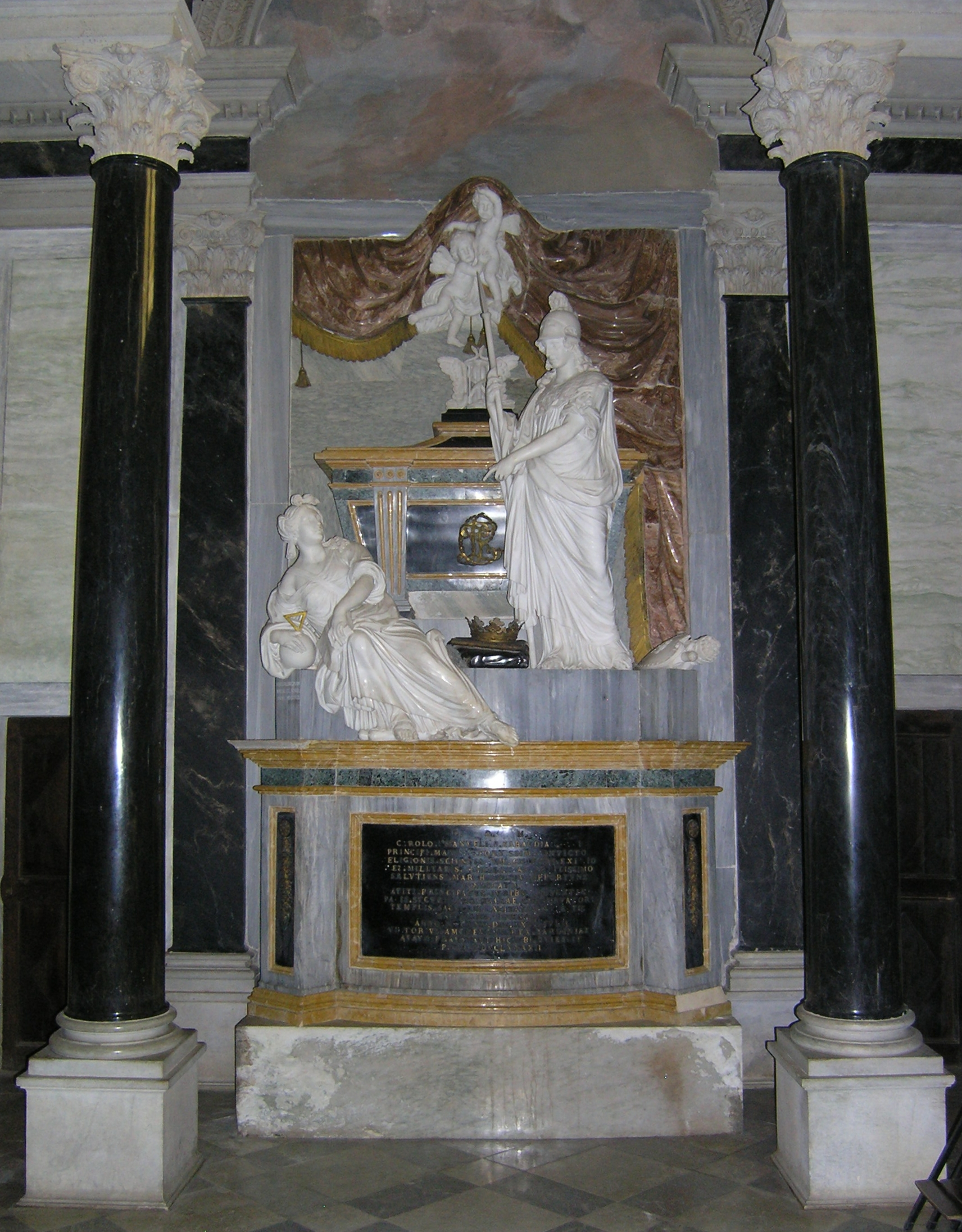
Tumba de Carlos Manuel I
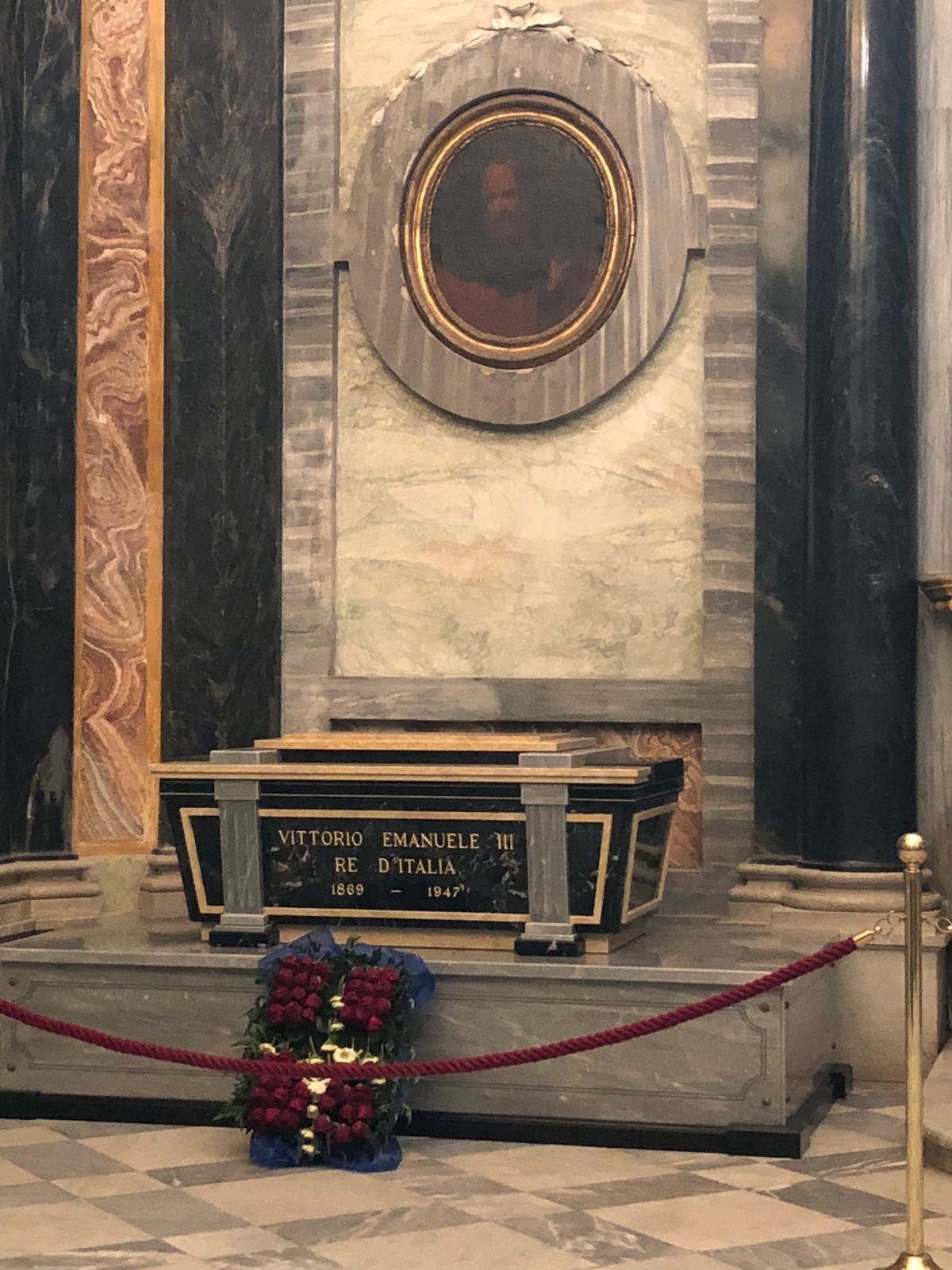
Tumba de  Víctor Manuel III
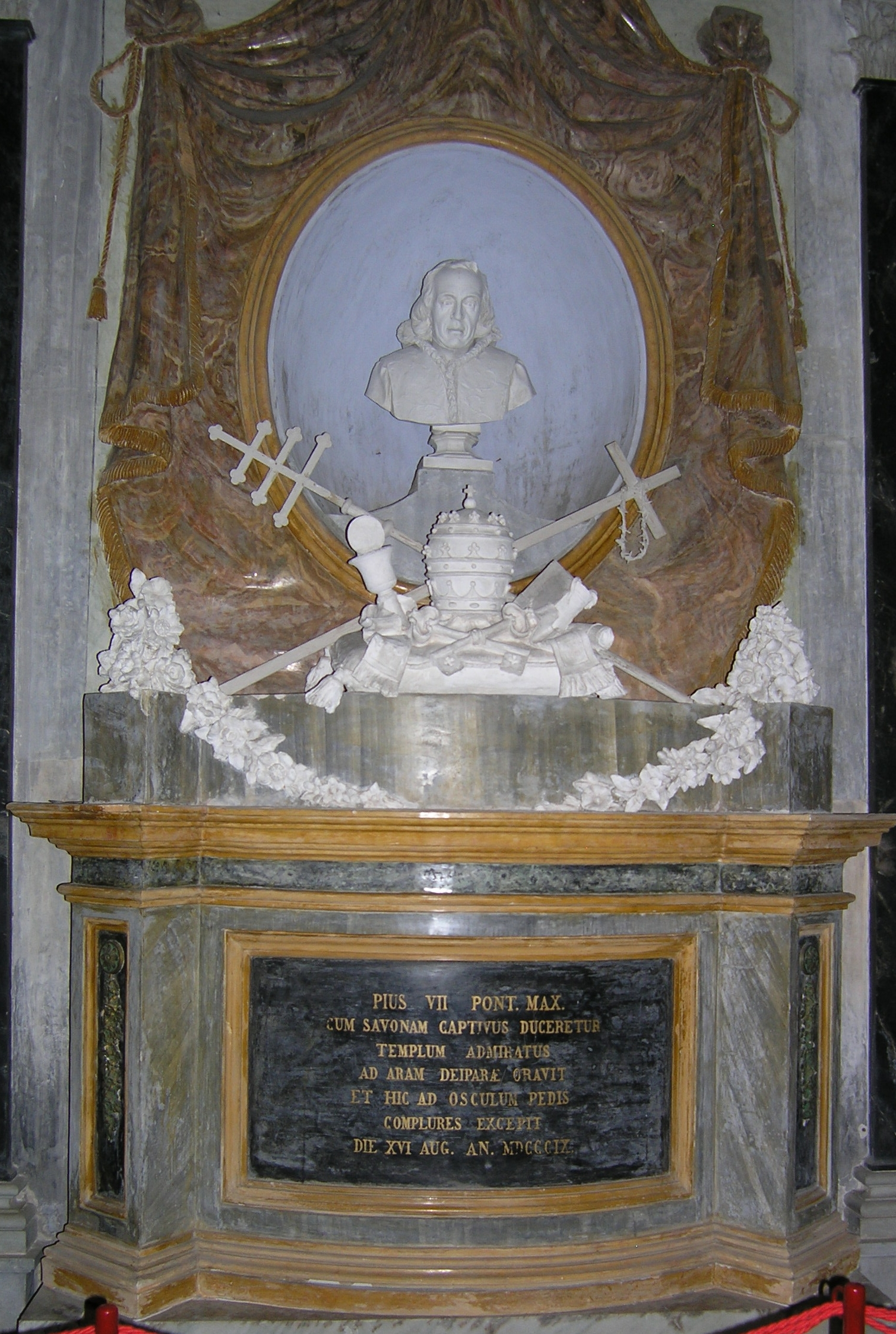
Monumento al papa Pio VII
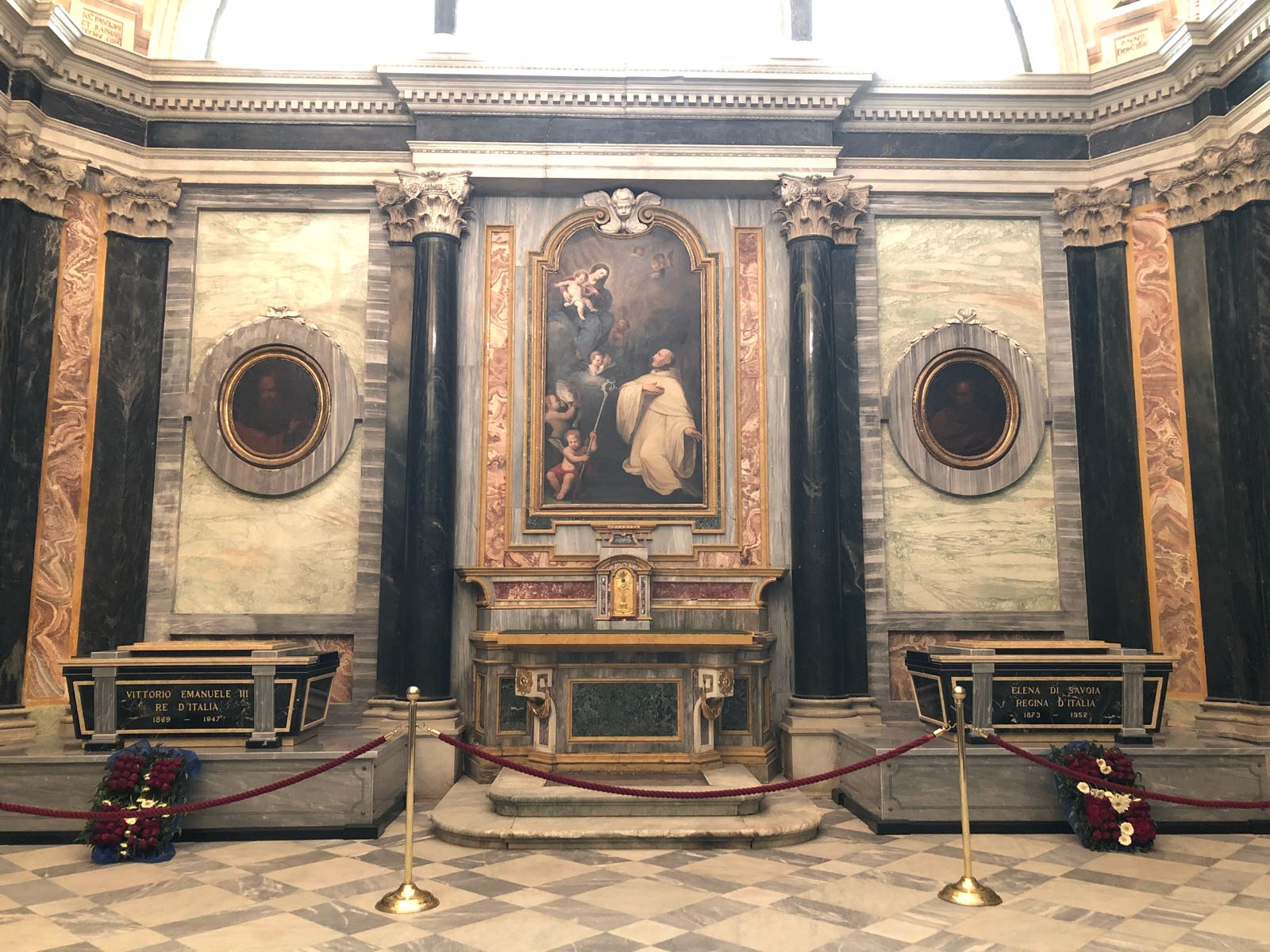
Tumbas reales en el santuario. A la izquierda está presente la tumba del duque Carlos Manuel I